# 澳門特別行政區第一屆政府推選委員會
澳門特別行政區第一屆政府推選委員會（簡稱推委會）於1999年4月由澳門特別行政區籌備委員會籌組而成，是負責選出澳門特別行政區第一屆行政長官的組織。
推委會共有200名推選委員，由以下四個界別所組成：
1. 工商、金融界
2. 文化、教育、專業等界
3. 勞工、社會服務、宗教等界
4. 原政界、澳門地區全國人大代表、澳門地區全國政協委員的代表

## 推選委員會委員名單

### 一、工商、金融界（60人）
馬有禮　　馬秀立　區永強　區宗傑　王守基　王啟翔　王孝仁　王孝行　馮　眾　葉啟明
司徒荻林　劉藝良　畢　明　江美芬　　老壽永　許世元　許健康　何佩芬　何厚炤　何桂鈴
吳立勝　　吳在權　吳利勳　吳柱邦　　吳榮恪　張偉智　李子豐　李睿恆　楊俊文　陸永根
陳志傑　　陳澤武　陳錦靈　招銀英　　林金城　林潤垣　歐家明　鄭志強　施子學　柯為湘
胡順謙　　賀一誠　鍾小健　殷飛歷　　莫均益　莫家棟　崔煜林　曹錦泉　梁仕友　梁拔祥
梁維特　　蕭志偉　黃義滿　黃國勝　　黃樹森　彭彼得　謝碩文　譚民權　譚伯源　黎振強
黃友獅

### 二、文化、教育、專業等界（50人）
馬有恆　馬若龍　區秉光　區金蓉　孔智剛　尤淑瑞　鄧祖基　馮覺生　關笑紅　劉本立
劉羨冰　朱月霞　江濠生　許輝年　何美華　余惠鶯　李公劍　李文欽　李沛霖　李明基
李祥立　李鵬翥　杜　嵐　楊允中　楊道匡　陸　昌　陳炳華　陳振華　陳景垣　林　昶
林笑雲　歐安利　羅立文　羅肖金　鄭秀明　唐志堅　袁惠清　郭　士　梁少培　梁披雲
梁金泉　黃漢強　黃如楷　黃宇光　黃楓樺　黃顯輝　龔　文　鮑馬壯　蔡安安　蔡志龍

### 三、勞工、社會服務、宗教等界（50人）
區天香　馮金喜　盧學鋒　盧勤心　葉耀榮　鄺榮傑　關翠杏　劉光普　劉炎新　劉潤輝
江榮輝　阮子榮　阮毓明　何海威　何婉琪　何錦霞　吳仕明　吳秀瓊　吳素寬　吳培娟
宋厚章　李寶來　李筱玉　陳明金　陳潔瑛　陳榮光　陳健英　陳錦華　姍桃絲　林華堅
林香生　林淑源　歐寶蓮　羅少榮　鄭康樂　姚鴻明　唐堅謀　高展鴻　崔德祺　梁　奀
梁冠峰　蕭卓芬　黃秉賢　黃潔林　釋機修　藍欽文　潘玉蘭　潘志明　薛觀平　霍麗斯

### 四、原政界、澳門地區全國人大代表、澳門地區全國政協委員的代表（40人）
飛迪華　馬家傑　馮志強　劉衍泉　劉焯華　何玉棠　何厚鏵　吳志良　岑玉霞　張　裕
李　康　楊秀雯　汪長南　蘇樹輝　麥健智　官世海　羅永源　　姚汝祥　施綺蓮　柯正平
鍾立雄　唐星樵　高開賢　崔　耀　崔世安　崔世昌　崔樂其　　梁　華　梁　宋　梁仲虬
梁慶庭　梁慶球　梁秀珍　梁官漢　彭為錦　曾熾明　溫　泉　　廖澤雲　潘漢榮　顏延齡

## 選舉
| 政党       | 政党       | 候选人     | 票数 | %     | ± |
| ---------- | ---------- | ---------- | ---- | ----- | - |
|            | 獨立       | 何厚鏵     | 163  | 82.74 |   |
|            | 獨立       | 區宗傑     | 34   | 17.26 |   |
| 多数票     | 多数票     | 多数票     | 129  |       |   |
| 總有效票數 | 總有效票數 | 總有效票數 | 197  |       |   |
| 無效票     | 無效票     | 無效票     | 2    |       |   |

選舉在1999年5月15日舉行，最終何厚鏵當選為第一任澳門特別行政區行政長官。